# Guerra fra galassie
Guerra fra galassie (Uchu kara no messeji: Ginga taisen) è una serie televisiva giapponese in 27 episodi trasmessi per la prima volta nel corso di una sola stagione dal 1978 al 1979.
È una serie fantascientifica incentrata sulle vicende di tre eroi che devono difendere il loro sistema solare dall'Impero Gavaniano presieduto dal malefico Roxeya XIII.
La serie è basata sul film del 1978 Uchu kara no messeji ed è ambientata tre anni dopo il lungometraggio. Diversi episodi furono montati a formare un lungometraggio uscito nel 1978 negli Stati Uniti con il titolo di Message from Space.

## Trama
Nell'anno 70 dell'era spaziale, esseri umani provenienti dalla Terra stanno regolarmente migrando verso i sistemi galattici. Uno di questi è il XV Sistema Solare, distante 15 anni luce dalla Terra. Tre sono i pianeti di questo sistema: Sheita, Ahalis e Belda. Ma un giorno, questi pacifici pianeti sono occupati dalle truppe dell'Impero Gavaniano, tre giovani eroi dovranno difendere il loro pianeta e lo faranno a colpi di arti marziali ed effetti speciali.

## Personaggi e interpreti
- Ayato/Fantasma, interpretato da Hiroyuki Sanada.
- Ryû/Meteora, interpretato da Akira Oda.
- Baru, interpretato da Ryô Nishida.
- Eolia, interpretata da Yôko Akitani.

## Produzione
La serie, ideata da Shōtarō Ishinomori e Toru Hirayama, fu prodotta da Toei Company. Le musiche furono composte da Shunsuke Kikuchi. Tra i registi della serie è accreditato Minoru Yamada.

## Distribuzione
La serie fu trasmessa in Giappone dal 1978 al 1979 sulla rete televisiva TV Asahi. In Italia è stata trasmessa su reti locali e poi dal 9 agosto 2011 su Man-Ga con il titolo Guerra fra galassie.
Alcune delle uscite internazionali sono state:
- in Giappone il 1979 (Uchu kara no messeji: Ginga taisen)
- in Francia (San ku kaï)
- in Uruguay (Sankuokai)
- in Italia (Guerra fra galassie)
- in Indonesia (Ksatria Dari Zelda)

## Episodi
| Stagione       | Episodi | Prima TV Giappone | Prima TV Italia |
| -------------- | ------- | ----------------- | --------------- |
| Prima stagione | 27      | 1978-1979         | 1979-1980       |

## Sigla
La sigla italiana della serie televisiva, intitolata Guerre fra galassie e composta da Douglas Meakin, Dave Sumner e Giancarlo Giomarelli, venne stampata dalla RCA sul retro del 45 giri dei Superobots Ken Falco nel 1979.